# Middelfart (municipio)
El Municipio de Middelfart (en danés: Middelfart Kommune) es un municipio danés en el noroeste de la isla de Fionia, dentro de la región de Dinamarca Meridional. Su capital y mayor localidad es Middelfart.
El municipio se creó el 1 de enero de 2007 con la fusión de los municipios de Ejby, Middelfart y Nørre Aaby.
En este mismo municipio nació el jugador profesional de fútbol,  Christian Eriksen.￼

## Localidades
| Localidades más pobladas de Middelfart |            |                  |
| Nº                                     | Localidad  | Población (2012) |
| 1                                      | Middelfart | 14.762           |
| 2                                      | Strib      | 4.348            |
| 3                                      | Nørre Aaby | 2.923            |
| 4                                      | Ejby       | 1.973            |
| 5                                      | Gelsted    | 1.678            |
| 6                                      | Brenderup  | 1.360            |
| 7                                      | Båring     | 955              |
| 8                                      | Harndrup   | 644              |
| 9                                      | Kauslunde  | 559              |
| 10                                     | Fjelsted   | 302              |